# Omsorgsmedhjælper
En omsorgsmedhjælper er en medarbejder ansat på forskellige institutioner, som beskæftiger sig med basale omsorgs- og sygeplejeopgaver.
Der findes ingen uddannelse til omsorgsmedhjælper. Nogle omsorgsmedhjælpere er ufaglærte, andre har gennemgået den erhvervsrettede SOSU-uddannelse kaldet pædagogisk grunduddannelse (PGU).

## Eksterne kilder og henvisninger
- UddannelsesGuidens information om arbejdet som omsorgsmedhjælper Arkiveret 24. oktober 2007 hos  Wayback Machine

| Sygepleje | Spire Denne artikel om sygepleje er en spire som bør udbygges. Du er velkommen til at hjælpe Wikipedia ved at udvide den. |